# オレクシイ・アレストビッチ
オレクシイ・ニコラエヴィチ・アレストビッチ（ウクライナ語: Олексій Миколайович Арестович、英語：Alexey Arestovych1975年8月3日 - ）は、ウクライナのブロガー、俳優、政治および軍事コラムニストである。ウクライナ大統領府顧問を務めた。
2022年2月24日のロシアによるウクライナへの侵攻以降、大統領府顧問として戦況報告を毎日行っていた。2019年、アレストビッチはウクライナとロシアとの戦争が不可避であることを予言したが、2022年2月にロシアによるウクライナ侵攻が現実となり、特に知られるようになった。

## 来歴
1975年、ソビエト連邦グルジア社会主義共和国デドプリストスカロに生まれる。父はポーランド系ベラルーシ人、母はヴォロネジ州出身のロシア人。幼少期はベラルーシで過ごす。母国語はロシア語でSNSやブログ等で使う言語もほぼロシア語である。
1992年、キーウの第178高等学校を卒業後、タラス・シェフチェンコ大学（キーウ大学）生物学部に入学した。1993年、キーウの現代劇集団「ブラックスクエア」に出演することとなり、大学を中退した。その後俳優として、ウクライナとロシアの映画17本に出演したほか、コマーシャルにも出演した。
ブロガーとしても活動しており、Facebook、YouTubeで多くの視聴者を集めている。ウクライナのテレビ局ICTVが2019年に発表した投票では、アレストビッチはウクライナのトップ100ブロガーにランクインした。

### 軍人、政治家
1998年にオデーサ士官学校を卒業。2005年までウクライナ国防省情報総局で働いていた。
2005年、ドミトロ・コルチンスキーの主催する政党「同胞団」に参加し、副代表を務めた。アレクサンドル・ドゥーギンの「国際ユーラシア運動」の会議に繰り返し参加し、オレンジ革命に積極的に反対し、ウクライナが民営化、新自由主義によってワシントンとブリュッセルに支配される事を恐れ、EUやNATO加盟に強く反対していた。
2014年2月の尊厳の革命後、軍事専門家として定期的にメディアに登場し、多数の国営テレビ局、ラジオ局、電子メディア、印刷メディアで軍事・政治イベント分析による幅広いインタビューに応じた。また、FacebookやYoutubeにアカウントを開設し情報発信を行うようになった。
2014年以降、人民予備軍プログラムの枠組みで戦闘部隊の訓練に参加した。
2014年から2017年まで、ウクライナの対テロ作戦区域の軍隊に心理的サポートを提供する慈善財団を主催した。
2018年9月から2019年9月まで、第72独立機械化旅団のクラマトルスク近郊の対テロ作戦区域で偵察員として勤務した。本人の発言によれば、自ら志願する形で計33回の戦線参加を果たしたという。
2020年10月28日、元ウクライナ大統領で、ウクライナに関する三者連絡グループ（TCG）代表であるレオニード・クラフチュクの情報政策顧問に任命された。またミンスクでのウクライナ東部戦争解決に関する会談では、TCGのウクライナ代表団の公式スピーカーに任命された。
2020年12月1日、ウクライナ大統領府のアンドリー・イェルマク長官は、アレストヴィッチを国家安全保障と防衛の分野における戦略的コミュニケーションに関するフリーランスの顧問に任命した。これらの人事は批判的、好意的両方の評価を受けた。TCGのクラフチュク代表は、アレストビッチが選任されたのは、軍事的な経験とTCGの検討対象である問題に対するビジョンや立場が存在するためであると指摘した。
2022年2月24日、ロシアによるウクライナへの侵攻が始まって以来、大統領府を代表し戦況についての会見を毎日行っている。
2022年4月、中佐の軍籍を与えられたことを発表した。
2023年1月14日、ロシア軍のミサイルがドニプロの高層住宅に着弾したことについて、ウクライナ軍が防空ミサイルで撃墜した結果ではないかとの推測をYouTubeの番組で表明した。これに対し、ウクライナ空軍司令官ミコラ・オレシュク中将は防空ミサイルによる撃墜を否定した。多数の死傷者を出した責任をウクライナに転嫁する口実をロシアに与えたとして国内で批判が強まったことでアレストヴィッチは一旦は発言について謝罪したが、後に考えを変え謝罪を撤回した。これによりウクライナ最高議会は更に批判を強め、同月17日、アレストヴィッチは責任を取り大統領府顧問を辞職するとFacebook上で表明した。
2025年5月1日、アレストヴィッチはウクライナ国家安全保障・国防会議の決定とウクライナ大統領の承認により、制裁を受けた。